# 托德·科尔黑普
托德·克里斯托弗·科尔黑普（1971年3月7日—）是美国连环杀人、性犯罪者。2017年，托德·科尔黑普因为于2003年至2016年间在南卡罗来纳州谋杀七人而被定罪，并被判处连续7项无假释的終身監禁外加60年監禁。

## 早年經歷
托德·科尔黑普出生於1971年在佛羅里達并在南卡來羅納州和佐治亞州成長。父母在其兩歲時離異，母親在其後因犯罪被監禁並在出獄后改嫁他人。後來，有報告顯示黑普的與其繼父關係不和且時常想與未見八年的生父居住。

### 1987年的綁架案
1986年11月25日，時年十五歲的黑普綁架時年14嵗的來自坦佩市的女孩。黑普使用.22口径左輪手槍脅迫就範并將她帶回家中、捆綁、膠帶粘住嘴巴並强奸了她。之後，黑普走回受害者家並威脅受害者兄弟姐妹，如果膽敢告訴其他任何人他將會殺了受害者。黑普被控綁架、强奸以及犯有危害兒童的危險罪行。

## 出獄之後
2001年8月，實際服刑14年的黑普出獄並搬遷到與母親所在的南卡萊羅納州。在監禁中，其獲得了中亞利桑那州學院的計算機科學與技術專業的學士學位。2002年1月至2003年11月，以計算機圖形設計師的身份在斯帕坦堡一家公司工作。2003年則繼續在格林維爾技術學院學習并在接下來的學年内轉移到南卡萊羅納州大學北部校區，最終於2008年取得工商管理-市場營銷的理學學士。

## 謀殺

### 切斯尼摩托車店
2003年11月6日，顧客在切斯尼摩托車店内發現四具被槍殺的遺體，受害者分別爲歿年30嵗的老闆Scott Ponder、歿年29嵗服務經理Brian Lucas、歿年26嵗的技工Chris Sherbert、歿年52嵗的記賬員Beverly Guy（Ponder的母親），所有的四具遺體都有多出槍擊傷口，在黑普承認犯罪之前，調查者認爲凶手是帶著手槍從屋後進入店内殺死正在做事的Sherbert。

### 卡拉·布朗案
2016年8月31日，時年30嵗的卡拉·布朗（Kala Brown）與其32嵗的男友Charles David Carver在進入黑普的居住地進行清潔工作后失蹤，Carver最後被證實死於黑普住宅的。
2016年11月3日，在南卡罗来纳州首府哥伦比亚东北方向伍德拉夫地区的一块荒地上，警方发现了个上锁的集装箱，集装箱里传来“咣咣”的撞击声和女性的尖叫声。卡拉·布朗被警方發現，用鐵鏈拴住囚禁于集裝箱内。

### 已知的受害者
| 姓名                      | 性別 | 年齡 | 被殺或失蹤日期       |
| ------------------------- | ---- | ---- | -------------------- |
| Scott Ponder              | 男   | 30   | 2003年11月6日        |
| Brian Lucas               | 男   | 29   | 2003年11月6日        |
| Chris Sherbert            | 男   | 26   | 2003年11月6日        |
| Beverly Guy               | 女   | 52   | 2003年11月6日        |
| Johnny Joe Coxie          | 男   | 29   | 2015年12月19日       |
| Meagan Leigh McCraw-Coxie | 女   | 26   | 2015年12月25日或26日 |
| Kala Brown（獲救）        | 女   | 30   | 2016年8月31日        |
| Charles David Carver      | 男   | 32   | 2016年8月31日        |

## 被捕與起訴
在布朗獲救后，黑普即在隨後被捕。其後，承認了在切斯尼摩托車店的開槍殺人、殺害Coxie的罪行。

## 法律訴訟和認罪
黑普被控與切斯尼摩托車店槍擊案相關的四項謀殺、一項與受害者卡拉·布朗（Kala Brown）關聯的綁架。隨後，再追加三項與受害者Carver和Coxies相關的謀殺、一項綁架和三項持有武器進行暴力犯罪指控。
2017年5月26日，黑普達成認罪協定以免除死刑：認七項謀殺、兩項綁架和一項强奸。黑普被判處七項無假釋的終身監禁。